# Filistin Ashabab
 (février 2014).
Filistin Ashabab (arabe : فلسطين الشباب La Palestine de la Jeunesse ) est un magazine culturel palestinien lancé en 2007 pour offrir un champ d'expression libre et artistique et garantir un accès à la culture pour la jeunesse palestinienne et à sa diaspora. Il est distribué gratuitement dans tous les territoires palestiniens occupés, à Gaza et en Cisjordanie, ainsi que dans les villes de Jérusalem, Haïfa, Nazareth, et Acre, au Liban et en Jordanie.

## Description
Filistin Ashabab est conçu comme un média participatif destiné à garantir la liberté d'expression et à encourager la production culturelle et artistique de la jeune génération palestinienne. Le contenu du magazine repose sur une importante diversité de contributions : article d'opinion, satirique et sociale, article littéraire, poésie, nouvelle, critique d'art, photographie, vidéo, peinture, sculpture, installation, ainsi que des articles scientifiques (en partenariat avec l'association Al Nayzak)
On retrouve également à la fin de chaque numéro un épisode de la bande-dessinée satirique Zan Al Ann de l'artiste palestinien Amer Shomali.

## Initiatives culturelles
En 2009, le magazine étend son activité en lançant Filistin Ashabab Radio, une émission de radio diffusée tous les dimanches sur les ondes de la radio locale Raya FM.
À partir de 2010, le magazine organise le forum littéraire Les Amandes Vertes (arabe:لوز أخضر) qui se tient chaque mois dans les universités ou les centres culturels de Cisjordanie et de Gaza. La même année, Filistin Ashabab inaugure sa première exposition annuelle.
En 2012 est créée l'association à but non lucratif Filistin Ashabab for Cultural Production qui permet l'émergence de nouveaux projets culturels dont une plateforme de supports vidéo, le lancement d'une seconde exposition annuelle et la création en 2013 du Filistin Ashabab Theatre, un atelier qui réunit jeunes comédiens et écrivains amateurs pour la création de pièces de théâtre.